# Tony Kanal
Tony Kanal, född 27 augusti 1970, amerikansk basist i bandet No Doubt.  Tony föddes i London, men flyttade till Kalifornien när han var 11. Där såg han en av No Doubts tidiga spelningar och blev själv medlem i bandet.
Han var tillsammans med bandets sångerska Gwen Stefani i 7 år (1987-1994). Nu är han tillsammans med den amerikanska skådespelerskan Erin Lokitz. Tony och Erin blev föräldrar till dottern Coco Reese Lakshmi Kanal den 24 januari 2011.